# Monaco au Concours Eurovision de la chanson
Monaco a participé au Concours Eurovision de la chanson, de sa quatrième édition, en 1959, jusqu’à sa vingt-quatrième édition, en 1979 ; puis de sa quarante-neuvième édition, en 2004, à sa cinquante-et-unième édition, en 2006. Le pays a remporté la victoire à une reprise, en 1971.

## Participation
Le pays a donc participé durant vingt-et-un ans, de 1959 à 1979, ne manquant aucune édition ; puis à nouveau durant trois ans, de 2004 à 2006.
En 1980, Monaco décida de se retirer pour des raisons financières et ne revint qu'en 2004, après une absence de vingt-cinq ans, 
sous l’impulsion de Philippe Boscagli. 
Cette année-là, fin janvier, la chaîne lance un grand casting pour trouver une chanteuse qui représentera la principauté au concours. La grande finale révélant les dernières candidates en lice est organisé le 21 février 2004, chacune des candidates interprètent la chanson qui représentera le pays au concours et un jury décide de la gagnante. Quelques semaines plus tard, l’intégralité des performances sont retransmises dans la nuit sur TMC, dans une émission de 3 heures. Une autre émission, un mois avant le concours, revient sur les coulisses du casting.
L’année suivante, c’est Lise Darly, candidate arrivée deuxième au casting qui succède à Märyon. En 2006, Séverine Ferrer représente la principauté, avec l’objectif d’envoyer une chanson qui permet de faire le show sur scène avec une chorégraphie de Bruno Vandelli.
En 2007, le pays décida de se retirer à nouveau, à la suite de trois éliminations consécutives en demi-finale. Aussi, l’arrivée de TF1 dans le capital de TMC , la prise en charge des financements par le gouvernement et non la chaîne, l’instauration d’une demi-finale et les votes géopolitiques sont pour Philippe Boscagli, le chef de délégation de 2004 à 2006, des raisons qui ont poussés la principauté à se retirer du concours,.
En 2021, la principauté alloue un budget pour réinscrire le pays au Concours Eurovision de la chanson 2023, ce qui coïncide avec l’année de lancement de la nouvelle chaîne de télévision généraliste monégasque, TVMonaco. Le lancement de cette nouvelle chaîne ayant eu lieu en septembre 2023, soit après l’édition 2023, le pays devient éligible à l’édition 2024. Cependant, TV Monaco n’y participe pas en raison des courts délais entre le lancement de la chaîne et le Concours Eurovision de la chanson 2024.

## Résultats
Monaco a remporté le concours une seule fois, en 1971, avec la chanson Un banc, un arbre, une rue, interprétée par Séverine. Cette victoire demeure particulière dans l'histoire du concours, puisque l'interprète, les auteurs et le chef d'orchestre de la chanson étaient tous français. Séverine alla jusqu'à déclarer qu'elle n'avait jamais mis un pied de sa vie à Monaco, oubliant qu'elle avait tourné la vidéo de promotion sur le Rocher. Séverine ne fut jamais payée pour sa victoire. Son producteur se montra malhonnête, la volant de ses gains. Malgré un procès, elle ne put jamais récupérer ce qui lui était dû. Elle demeura malgré tout une grande amatrice du concours, affirmant : « J’annule tout, de sorte à ne jamais manquer le concours. Année après année, cela demeure toujours aussi merveilleux.»
Le pays a terminé à une reprise, à la deuxième place (en 1962) et à trois reprises, à la troisième place (en 1960, 1964 et 1976). A contrario, Monaco a terminé à la dernière place, à deux reprises (en 1959 et 1966) et a obtenu un nul point à une reprise (en 1966).
Monaco fait partie des huit pays participants à avoir terminé à la dernière place lors de leurs débuts, avec l’Autriche (en 1957), le Portugal (en 1964), Malte (en 1971), la Turquie (en 1975), la Lituanie (en 1994), la Tchéquie (en 2007) et Saint-Marin (en 2008).

## Pays hôte
Monaco n’a jamais organisé le concours. Le pays, qui avait remporté l'édition 1971, avait initialement décidé d'organiser seul l'édition 1972. La première idée fut d'opter pour un événement en extérieur et de reculer la date du concours jusqu'en juin 1972. Cependant, faute de financement et de matériel adéquat, les responsables de la télévision monégasque durent requérir l'aide de la télévision publique française, qui accepta d'organiser le concours. Les discussions n'aboutirent cependant jamais. La télévision monégasque souhaitait que le concours se tienne à Monaco ; la télévision française, en France. Les responsables monégasques renoncèrent alors définitivement à l'organisation et s'en remirent à l'UER. Celle-ci sollicita l'Espagne et l'Allemagne, qui avaient terminé aux deuxième et troisième places. Les deux pays déclinèrent et ce fut finalement la BBC qui en eut la charge. Monaco devint ainsi le seul pays vainqueur à ne jamais avoir accueilli le concours sur son sol.

## Faits notables
En 1967, la chanson monégasque, Boum Badaboum, avait été composée par Serge Gainsbourg. Il s’agit de sa deuxième contribution au concours, après Poupée de cire, poupée de son, qui avait remporté le grand prix en 1965. Le chef d'orchestre monégasque, Aimé Barelli, n'était autre que le père de l'interprète, Minouche Barelli.
En 1969, le représentant monégasque, Jean-Jacques, fut le premier enfant à participer au concours. Il était alors âgé de treize ans.
En 1970, la représentante monégasque, Dominique Dussault, chanta un hommage à Marlène Dietrich, regrettant de ne pouvoir lui ressembler. Au troisième couplet, elle fit deux imitations de la star, en allemand et en anglais.

## Représentants
| Édition                 | Année | Artiste(s)                       | Chanson                              | Langue(s)          | Finale | Finale | Demi-finale | Demi-finale |
| Édition                 | Année | Artiste(s)                       | Chanson                              | Langue(s)          | Place  | Points | Place       | Points      |
| ----------------------- | ----- | -------------------------------- | ------------------------------------ | ------------------ | ------ | ------ | ----------- | ----------- |
| 4e                      | 1959  | Jacques Pills                    | Mon ami Pierrot                      | Français           | 11     | 01     |             |             |
| 5e                      | 1960  | François Deguelt                 | Ce soir-là                           | Français           | 03     | 15     |             |             |
| 6e                      | 1961  | Colette Deréal                   | Allons, allons les enfants           | Français           | 10     | 06     |             |             |
| 7e                      | 1962  | François Deguelt                 | Dis rien                             | Français           | 02     | 13     |             |             |
| 8e                      | 1963  | Françoise Hardy                  | L'amour s'en va                      | Français           | 05     | 25     |             |             |
| 9e                      | 1964  | Romuald                          | Où sont-elles passées ?              | Français           | 03     | 15     |             |             |
| 10e                     | 1965  | Marjorie Noël                    | Va dire à l'amour                    | Français           | 09     | 07     |             |             |
| 11e                     | 1966  | Tereza                           | Bien plus fort                       | Français           | 17     | 00     |             |             |
| 12e                     | 1967  | Minouche Barelli                 | Boum-Badaboum                        | Français           | 05     | 10     |             |             |
| 13e                     | 1968  | Line & Willy                     | À chacun sa chanson                  | Français           | 07     | 08     |             |             |
| 14e                     | 1969  | Jean-Jacques                     | Maman, Maman                         | Français           | 06     | 11     |             |             |
| 15e                     | 1970  | Dominique Dussault               | Marlène                              | Français           | 08     | 05     |             |             |
| 16e                     | 1971  | Séverine                         | Un banc, un arbre, une rue           | Français           | 01     | 128    |             |             |
| 17e                     | 1972  | Anne-Marie Godart & Peter McLane | Comme on s'aime                      | Français           | 16     | 65     |             |             |
| 18e                     | 1973  | Marie                            | Un train qui part                    | Français           | 08     | 85     |             |             |
| 19e                     | 1974  | Romuald                          | Celui qui reste et celui qui s'en va | Français           | 04     | 14     |             |             |
| 20e                     | 1975  | Sophie                           | Une chanson c'est une lettre         | Français           | 13     | 22     |             |             |
| 21e                     | 1976  | Mary Cristy                      | Toi, la musique et moi               | Français           | 03     | 93     |             |             |
| 22e                     | 1977  | Michèle Torr                     | Une petite Française                 | Français           | 04     | 96     |             |             |
| 23e                     | 1978  | Caline & Olivier Toussaint       | Les Jardins de Monaco                | Français           | 04     | 107    |             |             |
| 24e                     | 1979  | Laurent Vaguener                 | Notre vie c'est la musique           | Français           | 16     | 12     |             |             |
| Retrait de 1980 à 2003. |       |                                  |                                      |                    |        |        |             |             |
| 49e                     | 2004  | Märyon                           | Notre planète                        | Français           |        |        | 19          | 10          |
| 50e                     | 2005  | Lise Darly                       | Tout de moi                          | Français           |        |        | 24          | 22          |
| 51e                     | 2006  | Séverine Ferrer                  | La Coco-Dance                        | Français, tahitien |        |        | 21          | 14          |
| Retrait depuis 2007.    |       |                                  |                                      |                    |        |        |             |             |

- Première place
- Deuxième place
- Troisième place
- Dernière place

 Qualification automatique en finale
 Élimination en demi-finale

## Galerie

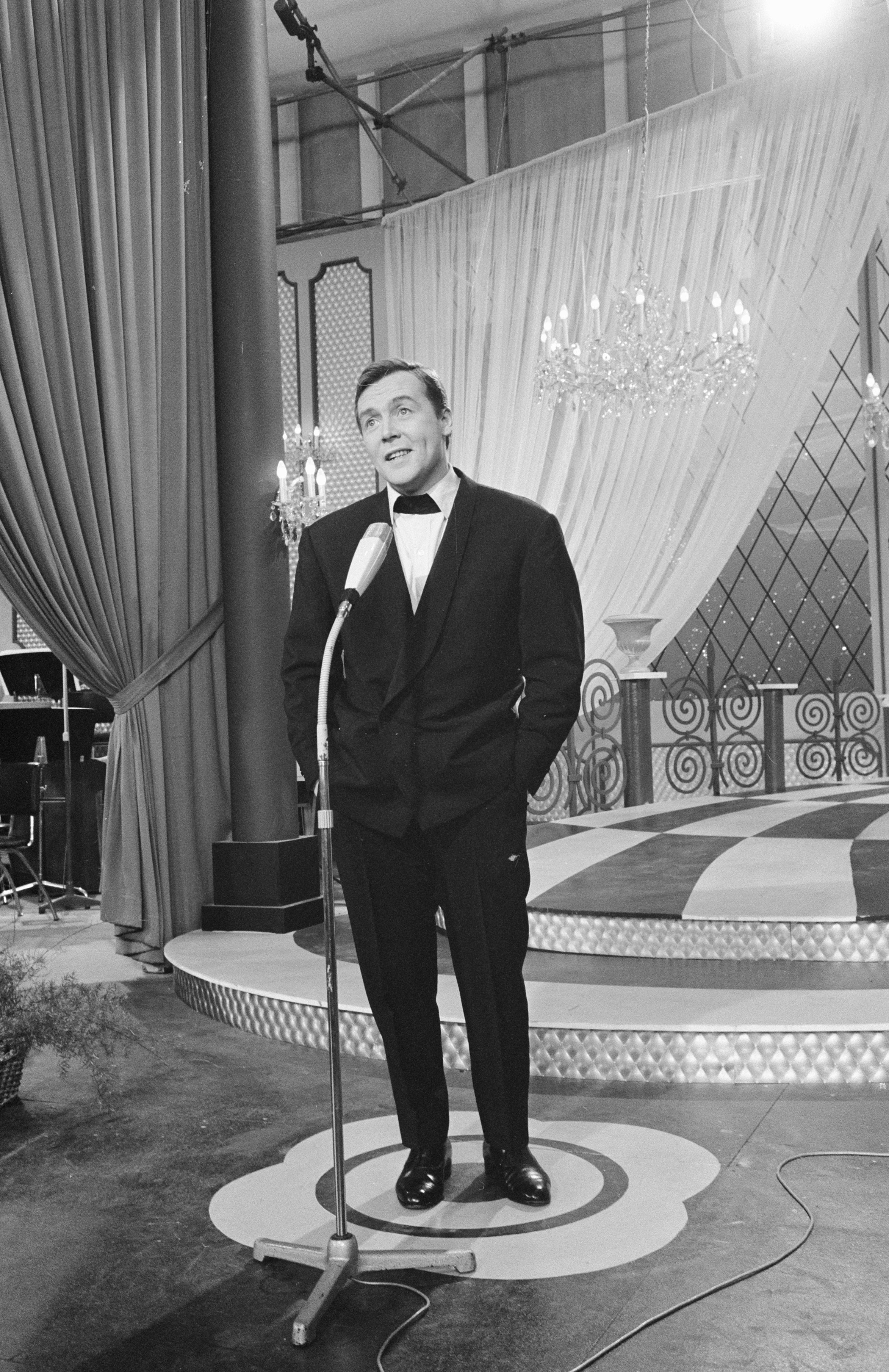
François Deguelt, à Luxembourg en (1962)
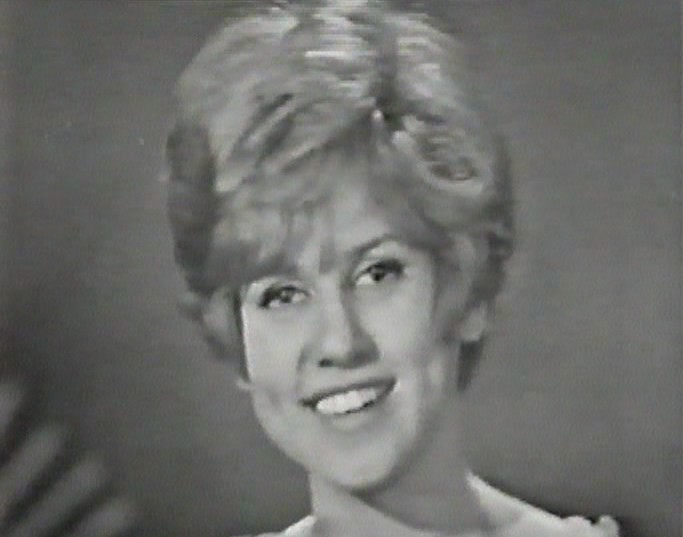
Marjorie Noël, à Naples en (1965)
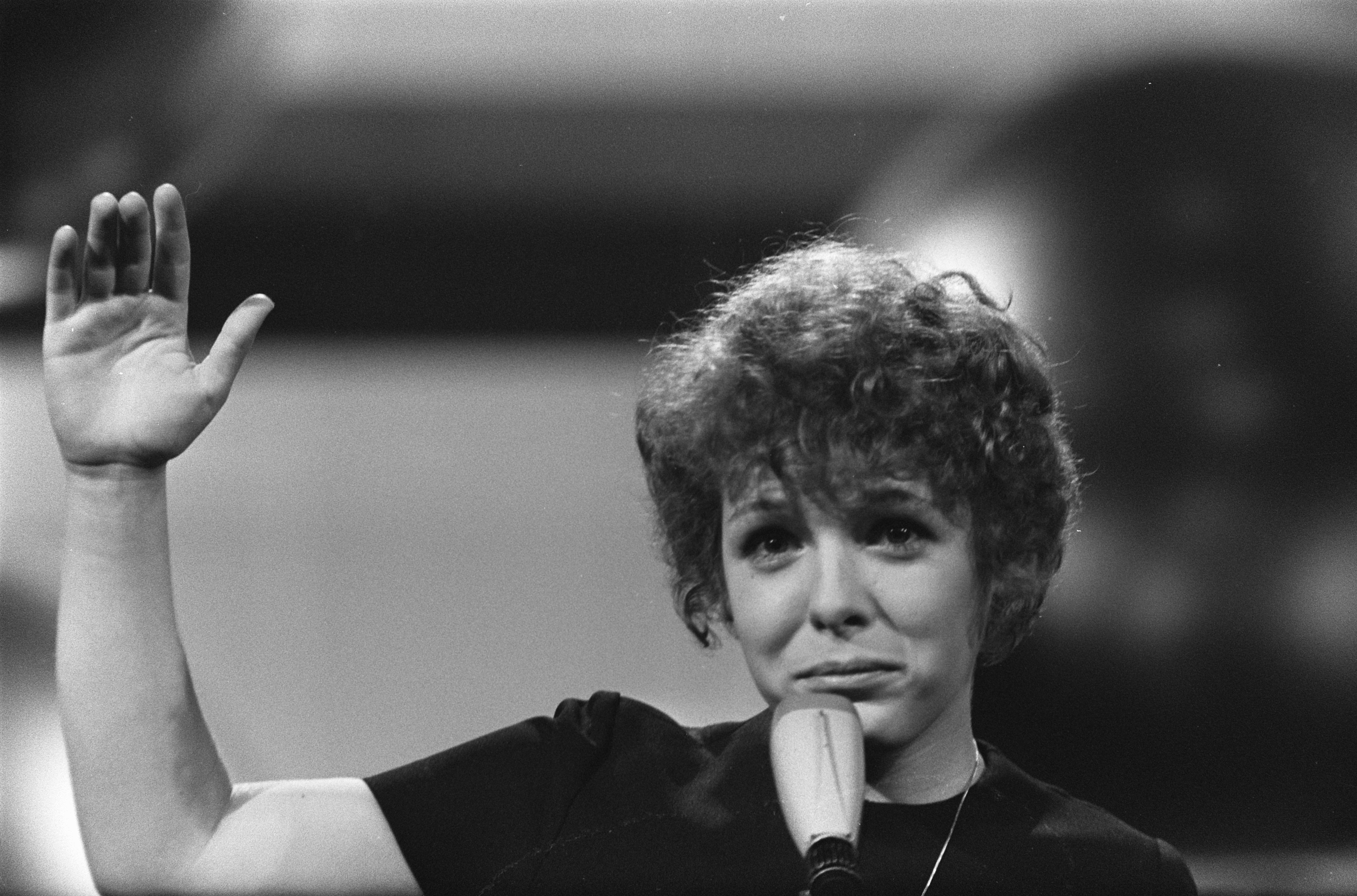
Dominique Dussault, à Amsterdam en (1970)
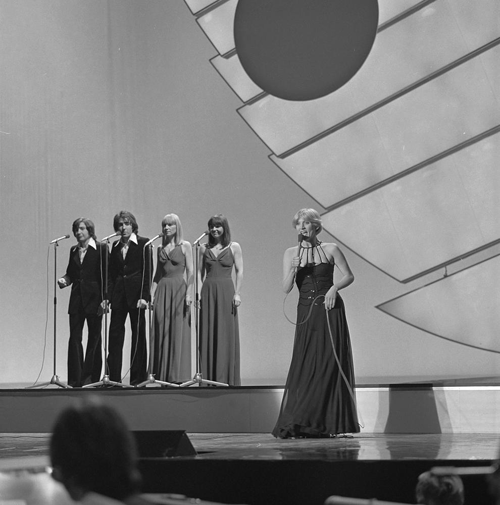
Mary Christy, à La Haye en (1976)

## Chefs d'orchestre, commentateurs et porte-paroles
| Année           | Chef d'orchestre   | Commentateur(s)                   | Porte-parole    |
| --------------- | ------------------ | --------------------------------- | --------------- |
| 1959            | Franck Pourcel     | Claude Darget                     | ?               |
| 1960            | Raymond Lefèvre    | Pierre Tchernia                   | ?               |
| 1961            | Raymond Lefèvre    | Robert Beauvais                   | ?               |
| 1962            | Raymond Lefèvre    | Pierre Tchernia                   | ?               |
| 1963            | Raymond Lefèvre    | Pierre Tchernia                   | ?               |
| 1964            | Michel Colombier   | Robert Beauvais                   | ?               |
| 1965            | Raymond Bernard    | Pierre Tchernia                   | ?               |
| 1966            | Alain Goraguer     | François Deguelt                  | ?               |
| 1967            | Aimé Barelli       | Pierre Tchernia                   | ?               |
| 1968            | Michel Colombier   | Pierre Tchernia                   | ?               |
| 1969            | Hervé Roy          | Pierre Tchernia                   | ?               |
| 1970            | Jimmy Walter       | Pierre Tchernia                   | ?               |
| 1971            | Jean-Claude Petit  | Georges de Caunes                 | -               |
| 1972            | Raymond Bernard    | Pierre Tchernia                   | -               |
| 1973            | Jean-Claude Vanier | Pierre Tchernia                   | -               |
| 1974            | Raymond Donnez     | Pierre Tchernia                   | Sophie Hecquet  |
| 1975            | André Popp         | Georges de Caunes                 | Carole Chabrier |
| 1976            | Raymond Donnez     | Jean-Claude Massoulier            | Carole Chabrier |
| 1977            | Yvon Rioland       | Georges de Caunes                 | Carole Chabrier |
| 1978            | Yvon Rioland       | Denise Fabre & Léon Zitrone       | Carole Chabrier |
| 1979            | Gérard Salesses    | Marc Menant                       | Carole Chabrier |
| De 1980, à 2003 | retrait            | retrait                           | retrait         |
| 2004            | -                  | Bernard Montiel & Génie Godula    | Anne Allegrini  |
| 2005            | -                  | Bernard Montiel & Génie Godula    | Anne Allegrini  |
| 2006            | -                  | Bernard Montiel & Églantine Éméyé | Églantine Éméyé |
| Depuis 2007     | retrait            | retrait                           | retrait         |

## Historique de vote
Depuis 1975, Monaco a attribué en finale le plus de points à :
| Rang | Pays        | Points |
| ---- | ----------- | ------ |
| 1    | France      | 53     |
| 2    | Royaume-Uni | 42     |
| 3    | Allemagne   | 32     |
| 4    | Israël      | 31     |
| 5    | Grèce       | 27     |
| =    | Suisse      | 27     |

Depuis 1975, Monaco a reçu en finale le plus de points de la part de :
| Rang | Pays        | Points |
| ---- | ----------- | ------ |
| 1    | Italie      | 33     |
| 2    | Royaume-Uni | 24     |
| 3    | Allemagne   | 23     |
| 4    | Suède       | 22     |
| 5    | Israël      | 19     |